# Darmstädter Haus

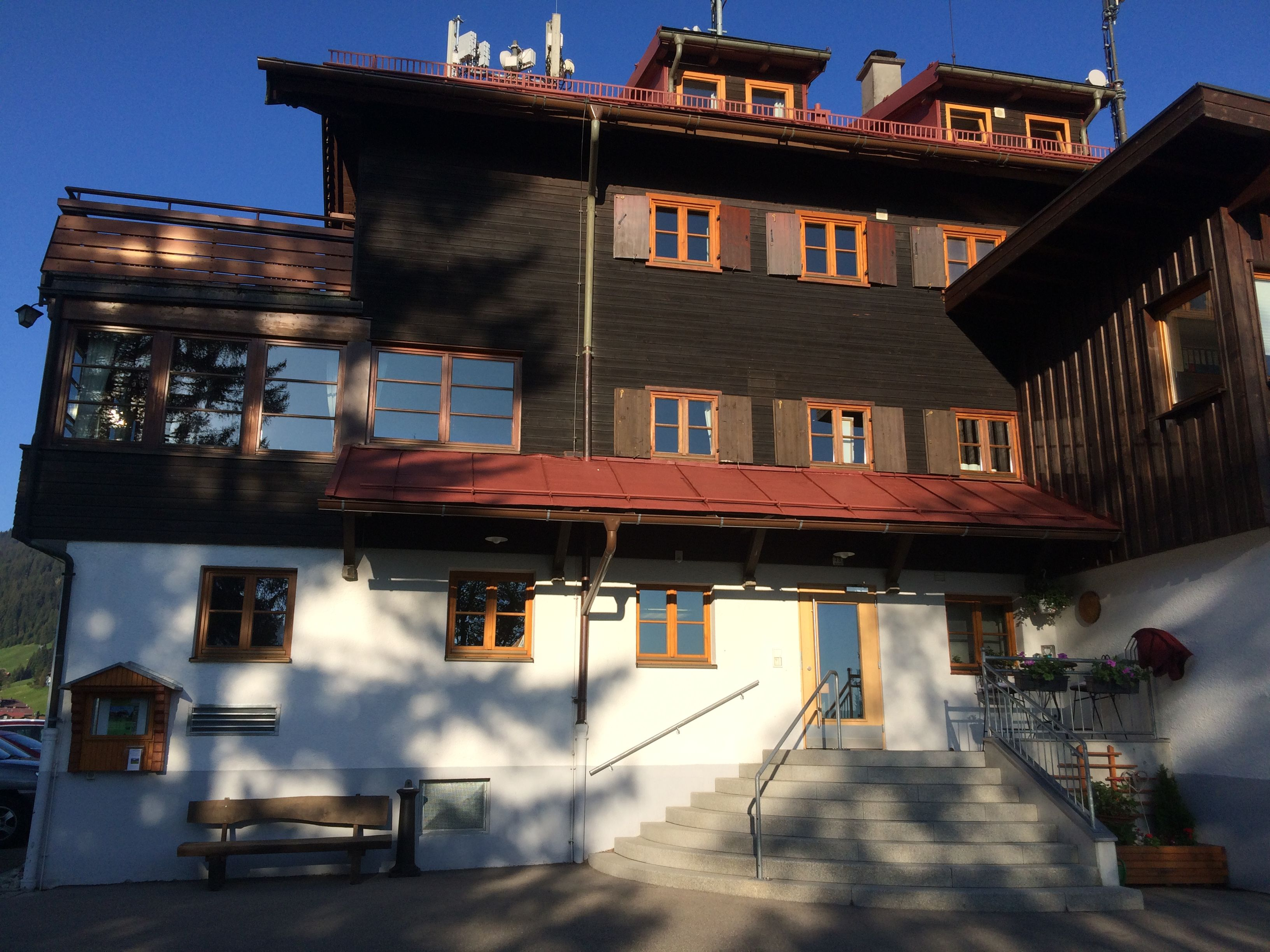
Darmstädter Haus, Altbau, Juni 2015

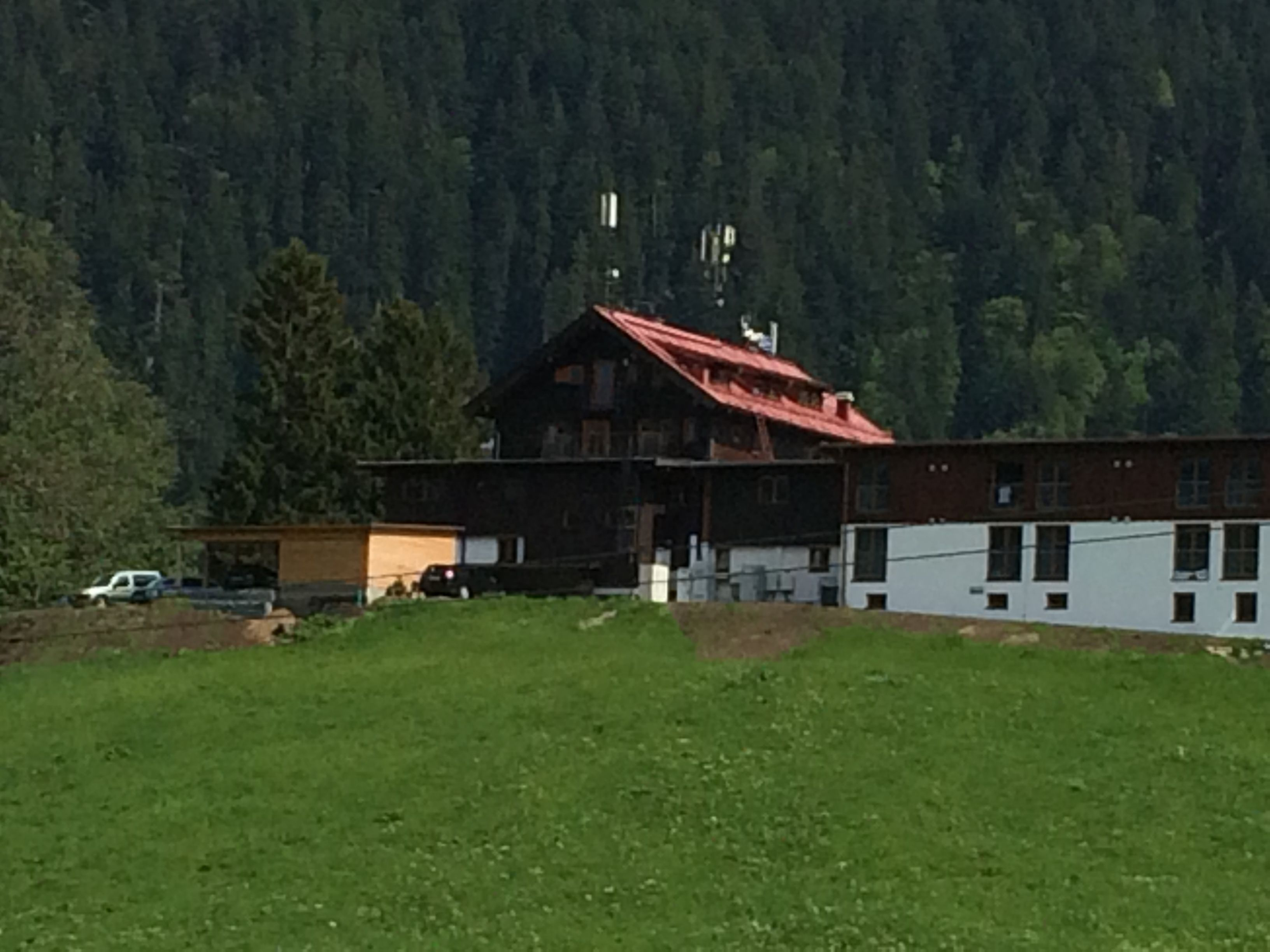
Darmstädter Haus, Neubau, Juni 2015

Das Darmstädter Haus ist ein Gästehaus der TU Darmstadt im Ort Hirschegg in der Gemeinde Mittelberg im Kleinwalsertal in Österreich.

## Geschichte
Das Gebäude wurde im Dezember 1929 als Ski- und Erholungsheim eröffnet. Die Initiative ging auf Ernst Söllinger zurück. Bauleiter des Baues war Otto Berndt, der neben Waldemar Petersen Mittel für das Gebäude bzw. die angrenzende Liegehalle zur Verfügung stellte. Das Haus trug bis zum Juni 2015 den Namen von Waldemar Petersen. Das Haus wurde seit seiner Eröffnung mehrfach erweitert, saniert und modernisiert. Die Liegehalle wurde bereits 1958 abgerissen. An deren Stelle entstand ein von Karl-Heinz Schelling entworfener Anbau. 2014/15 wurde hierzu ein weiterer Neubau mit zehn modernen Zimmern errichtet.
Das Darmstädter Haus wird als Begegnungsstätte für wissenschaftliche Tagungen, Schulungen, Seminare und für Sportfreizeiten genutzt und wird von der TU Darmstadt-Stiftung betrieben und unterhalten. Heute verfügt das Haus im Alt- und Neubau über insgesamt 62 Betten.